# Deutsche Post (DDR)

Dienstflagge der Deutschen Post (1959–1973)

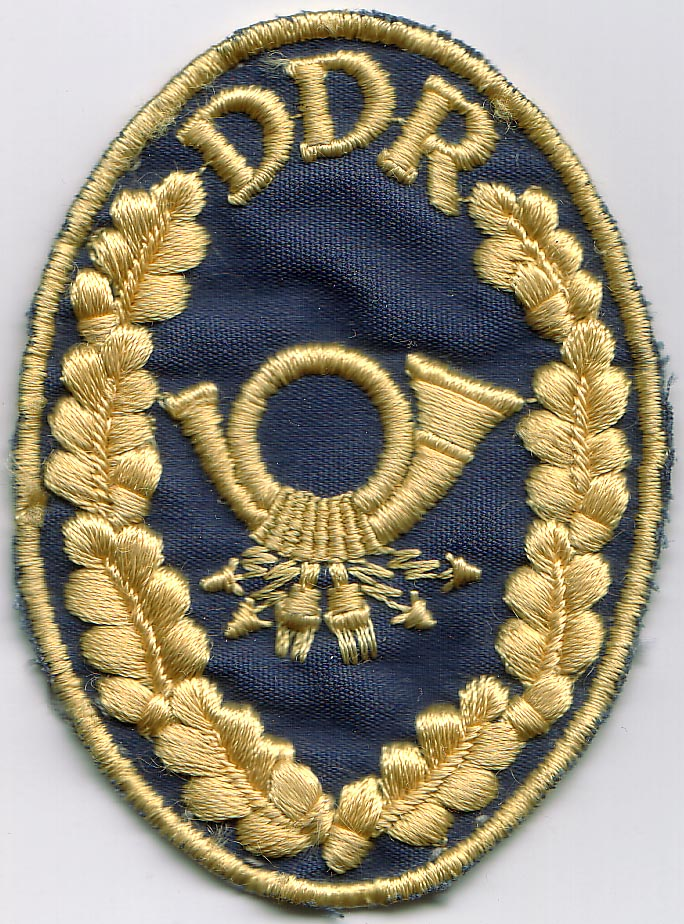
Ärmelabzeichen der Deutschen Post

Die Deutsche Post (DP) war aufgrund eines Gesetzes vom 3. April 1959 (aufgehoben und ersetzt durch das Gesetz über das Post- und Fernmeldewesen vom 29. November 1985) als staatliche Einrichtung der Träger des Post- und Fernmeldewesens in der Deutschen Demokratischen Republik. Ihr wurde das alleinige Recht zur Nachrichtenbeförderung, Nachrichtenübermittlung sowie zum Vertrieb von Presseerzeugnissen (PZV) auf dem Gebiet der DDR übertragen.

## Gliederung

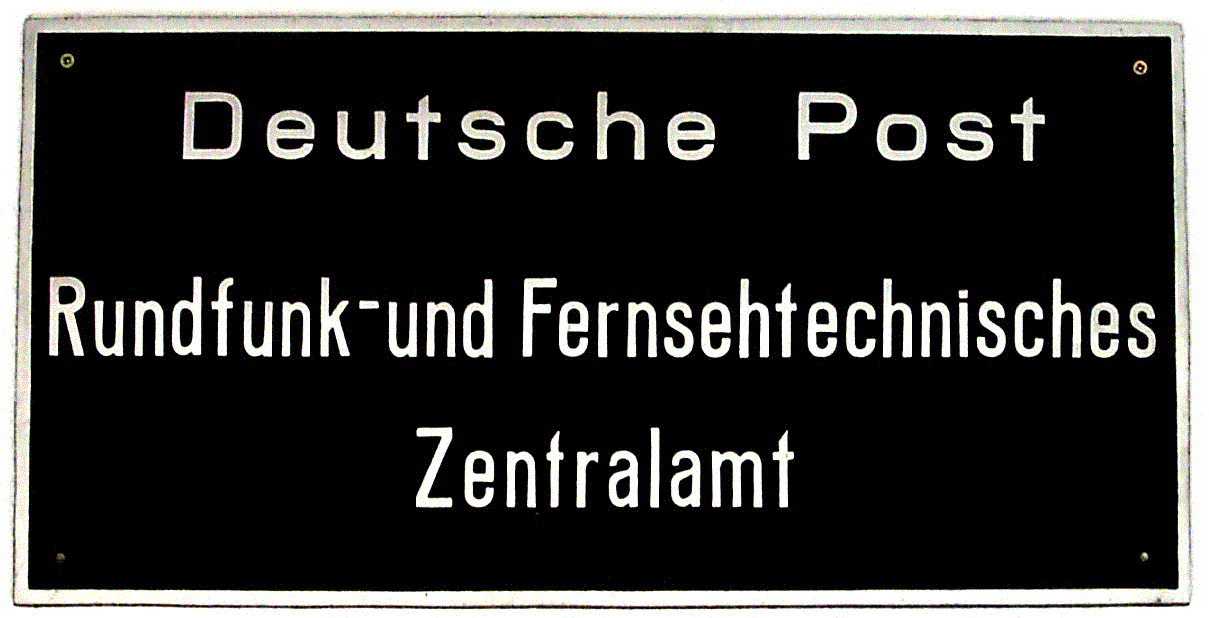
Eingangsschild des Rundfunk- und Fernsehtechnischen Zentralamtes (RFZ)

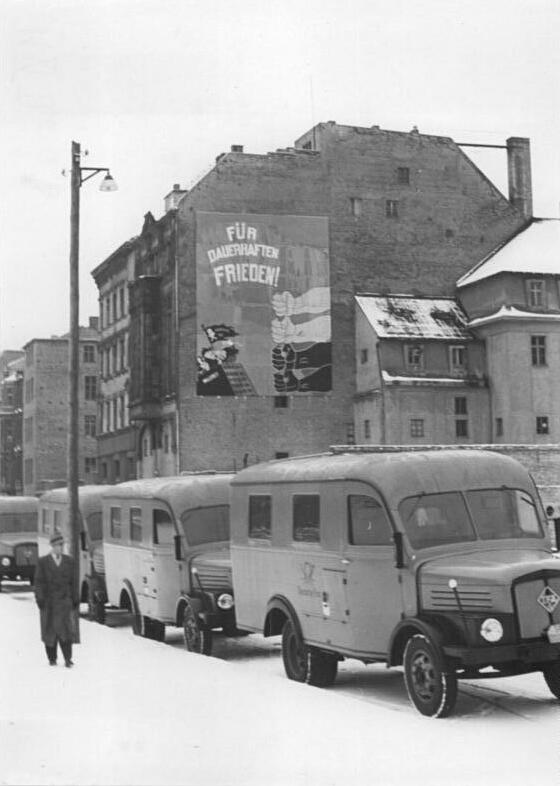
Kastenwagen Typ H3A der Deutschen Post (1952)

Die Deutsche Post wurde durch das Ministerium für Post- und Fernmeldewesen der DDR (MPF) geleitet. Sie war in Direktionen und Ämter gegliedert, außerdem gehörten das Kombinat Fernmeldebau sowie weitere Institutionen und Bildungseinrichtungen zur Behörde. Dem Minister für Post und Fernmeldewesen waren direkt unterstellt:
- die 15 Bezirksdirektionen Deutsche Post (BDP)
- die Funkdirektion (FuDP)
- das Kombinat Fernmeldebau
- das Fernmeldeamt der Regierung (FMAReg)
- das Hauptpostscheckamt
- die Ingenieurschule „Rosa Luxemburg“ der Deutschen Post Leipzig mit einer Außenstelle in Naumburg (Saale)
- das Institut für Post- und Fernmeldewesen (IPF)
- das Institut für sozialistische Wirtschaftsführung des Post- und Fernmeldewesens
- das Organisations- und Rechenzentrum (ORZ)
- das Postmuseum
- das Rundfunk- und Fernsehtechnische Zentralamt (RFZ)
- die Studiotechnik Fernsehen
- die Studiotechnik Rundfunk
- das Zeitungsvertriebsamt (ZVA)
- das Zentralamt für Berufsbildung
- das Zentralamt für Funkkontroll- und Meßdienst
- das Zentralamt für Materialwirtschaft (ZfM)
- das Zentrale Postverkehrsamt (ZPA) (1973 – 1979)
- das Zentrale Post- und Fernmeldeverkehrsamt (ZPF) (ab 1980).

Den Leitern der Direktionen waren je nach örtlicher Zuständigkeit unterstellt:
- 81 Post- und Fernmeldeämter (PFA)
- 15 Fernmeldeämter (FMA)
- 31 Hauptpostämter (HPA)
- die Funkämter (FuA)
- die Fernmeldebauämter (FBA)
- die Bahnpostämter (BPA)
- die Betriebsschulen (BS)
- das Fernamt Berlin
- das Fernsprechamt Berlin
- das Postfuhramt Berlin
- die Bezirkswerkstätten für Postkraftwagen (BWKw).

## Flagge, Farben, Dienstränge und Uniformen

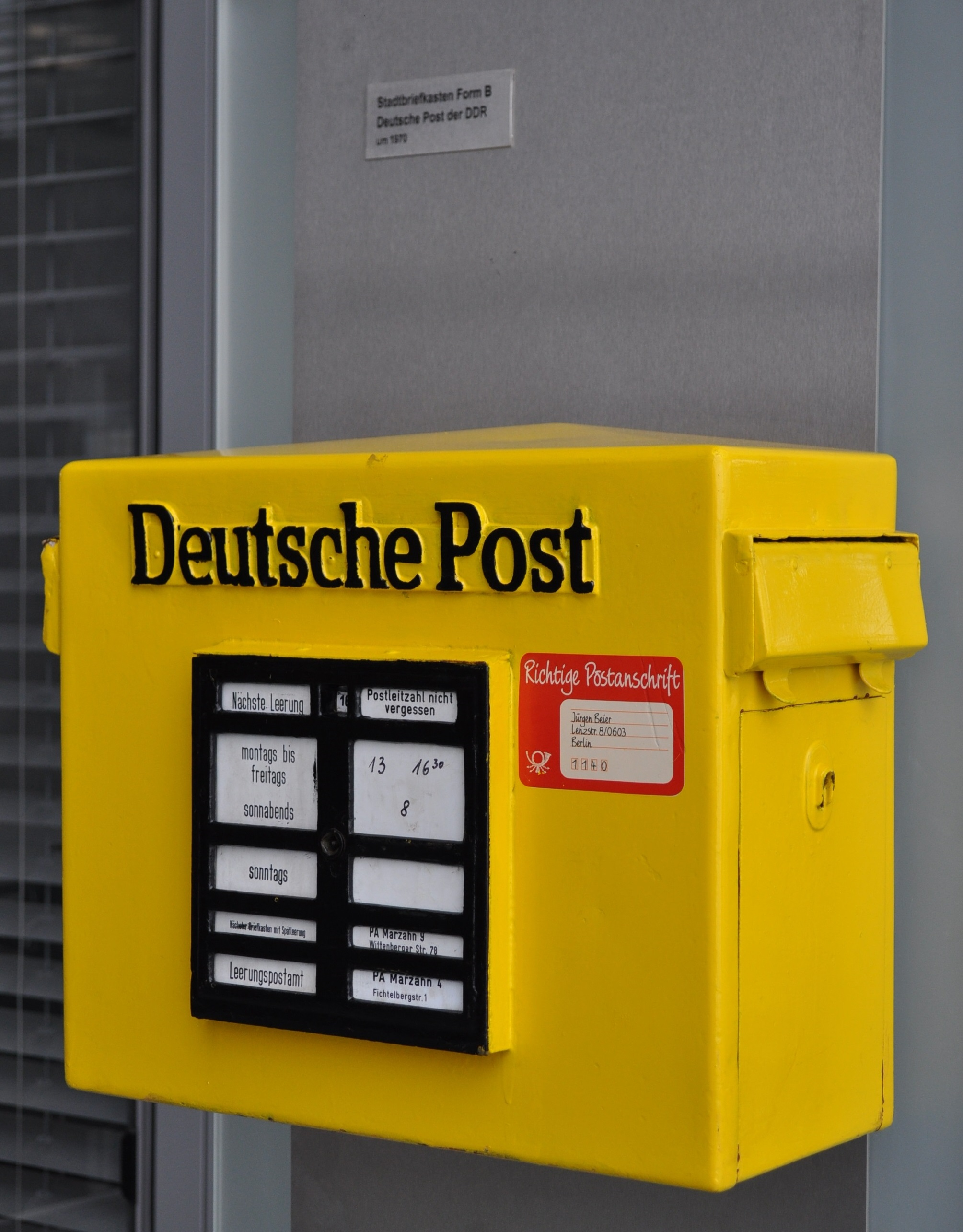
Postbriefkasten der Deutschen Post um 1970. Mit zusätzlichem roten Aufkleber, der auf die korrekte Angabe der Postanschrift hinweist

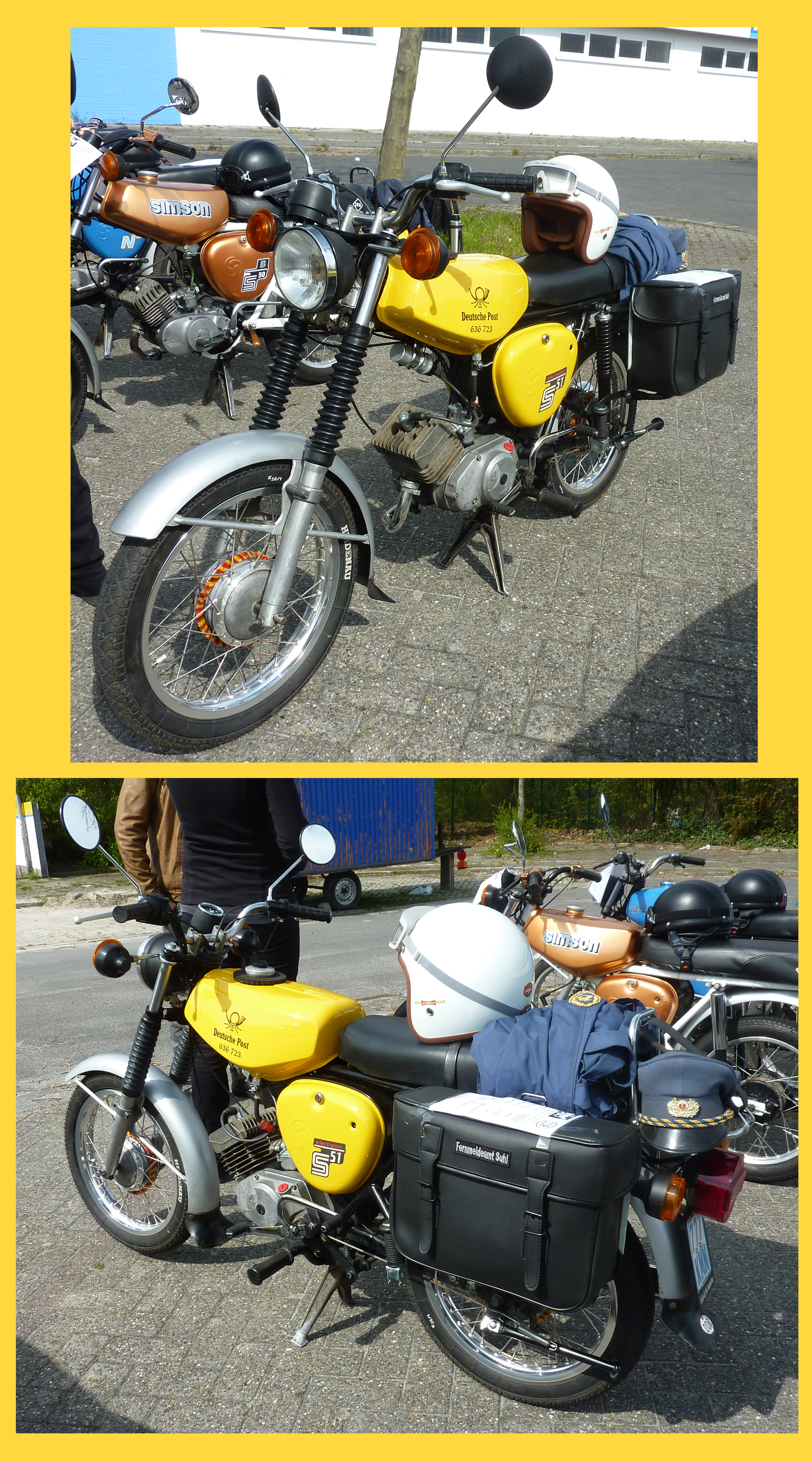
Restauriertes Postmoped „Simson S 51 B2-4“, Baujahr 1981

Die Deutsche Post führte von 1959 bis 1973 eine eigene Dienstflagge. Sie war abgeleitet von der Flagge der Reichspost zur Zeit der Weimarer Republik. Im roten Streifen der schwarz-rot-goldenen deutschen Flagge war ein goldenes Posthorn mit Troddeln und Blitzen angebracht. Die Dienstflagge wurde 1973 abgeschafft.
Traditionelle Farbe und Farbe der Fahrzeuge im Postdienst/Postscheckdienst war Gelb, für den Fernmeldedienst wurde Grau („taubenblau“, RAL 5014) verwendet und die Studiotechnik Rundfunk/Fernsehen verwendete Dunkelblau.
Nachdem die bei der Reichspost üblichen Dienstränge in der DDR zunächst abgeschafft worden waren, wurden Ende der 1950er Jahre wieder Dienstränge und Uniformen eingeführt. Die Uniform wurde im Verlaufe der Jahre mehrmals geändert. Während die Uniform im Postdienst zur täglichen Arbeit getragen wurde, war sie im Fernmeldedienst und bei der Studiotechnik in der Regel besonderen Anlässen vorbehalten.
Maßgeblich für den Dienstrang waren die fachliche Qualifikation, die ausgeübte Tätigkeit (Planstelle) und die Dauer der Zugehörigkeit zur Deutschen Post. Die erstmalige Verleihung eines Dienstranges wurde als Attestierung bezeichnet, danach konnte der Mitarbeiter befördert werden. Zur Attestierung und Beförderung wurden Urkunden ausgefertigt.
An der Uniform wurden die Dienstränge durch Kombinationen aus Sternen, Streifen und Eichenlaub in Gold auf dem Ärmelaufschlag kenntlich gemacht.
Die folgenden Dienstränge wurden verliehen:
- Unterassistent, Assistent, Oberassistent, Hauptassistent (1 Streifen, 1 bis 4 fünfzackige Sterne)
- Untersekretär, Sekretär, Obersekretär, Hauptsekretär (2 Streifen, 1 bis 4 fünfzackige Sterne)
- Inspektor, Oberinspektor, Amtmann (3 Streifen, 1 bis 3 fünfzackige Sterne)
- Rat, Oberrat, Hauptrat (1 breiter Streifen, 1 bis 3 Sterne mit Eichenlaub eingefasst)
- Direktor, Oberdirektor, Hauptdirektor (2 breite Streifen, 1 bis 3 Sterne mit Eichenlaub eingefasst)

## Ausbildung
Die Ausbildung der Mitarbeiter erfolgte an den Betriebsschulen der Direktionen (Handwerker/Facharbeiter), an der Ingenieurschule Rosa Luxemburg der Deutschen Post in Leipzig (Ingenieurausbildung) und an der Hochschule für Verkehrswesen (Diplomingenieure und -ökonomen) in Dresden.

## Postämter und Poststellen
Der Postverkehr wurde in 2279 Postämtern und 9.586 Poststellen abgewickelt, 1985 wurden 1,273 Mrd. Briefsendungen, 15 Mio. Päckchen, 40 Mio. Pakete ausgeliefert und 1317 Mio. Orts- sowie 767 Mio. Ferngespräche geführt, wobei der Ausstattungsgrad der Privathaushalte mit Fernsprechanschlüssen im Vergleich zu westlichen Industrieländern als gering anzusehen war.
Mit der Wiedervereinigung Deutschlands 1990 wurde die Deutsche Post in die Deutsche Bundespost integriert; die Postreform führte zum Übergang in die Nachfolgeunternehmen Deutsche Post AG, Deutsche Telekom AG und Deutsche Postbank AG.

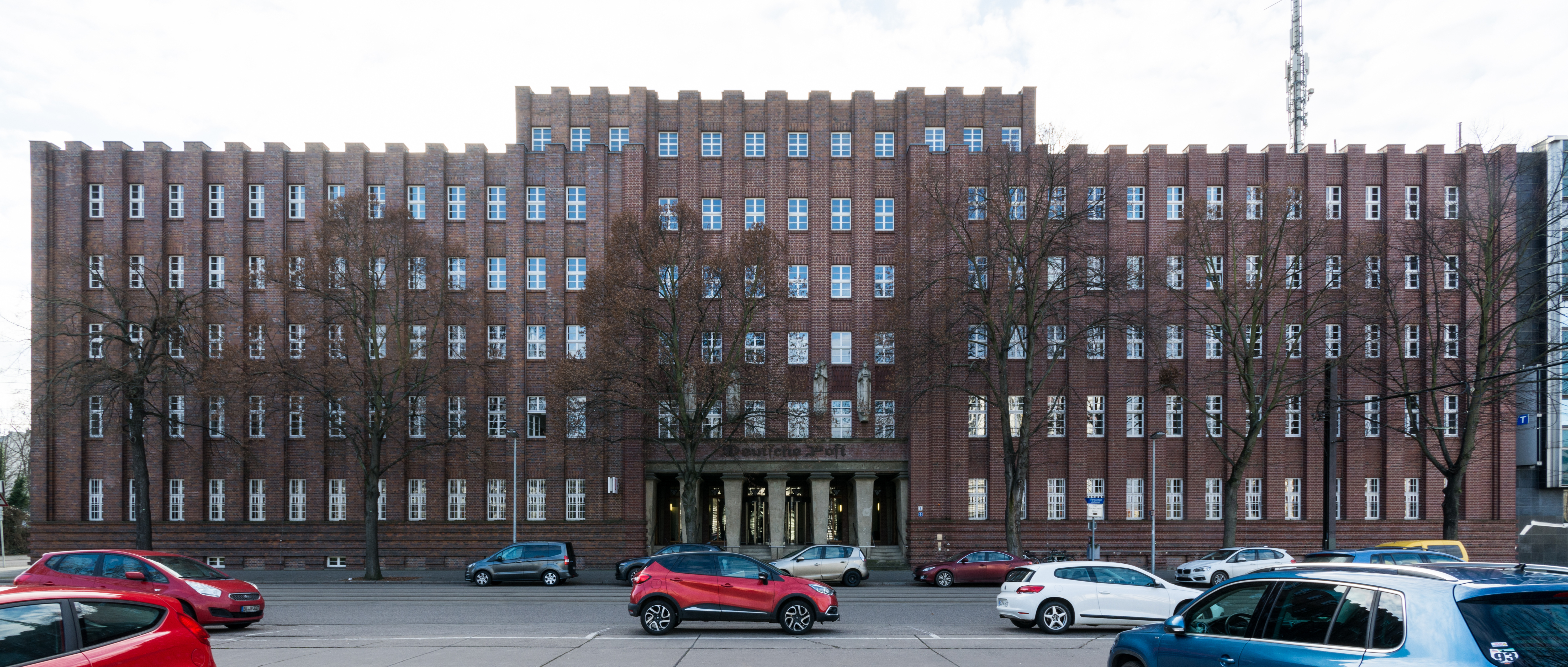
Ehemaliges Dienstgebäude der Deutschen Post, Magdeburg (2017)

## Geschichte
Nach der Kapitulation der deutschen Wehrmacht löste am 23. Mai 1945 der Alliierte Kontrollrat die Reichsregierung ab. Deutschland wurde aufgeteilt in die britische, amerikanische, sowjetische und französische Zone; Groß-Berlin in vier Sektoren. In Berlin wurde der Alliierte Kontrollrat eingerichtet.
Am 9. Juni 1945 wurde die Sowjetische Militäradministration in Deutschland (SMAD) eingerichtet. Die Deutsche Zentralverwaltung war ab dem 27. Juli 1945 zuständig für die gesamte SBZ, darunter auch das Nachrichtenwesen.
Die Einrichtung der Deutschen Wirtschaftskommission (DWK) diente seit dem 14. Juni 1947 der Lenkung der Wirtschaft. Sie regelte u. a. die Zulassungen für Sendungen im Paket- und Geldverkehr mit den Westzonen, sorgte für Einschränkungen im Warenverkehr innerhalb der SBZ und im Verkehr mit dem sowjetisch besetzten Sektor von Groß-Berlin.
Nachdem im Kontrollrat Besprechungen über eine gemeinsame Währungsreform gescheitert waren, wurde in den drei Westzonen die Währungsreform am 21. Juni 1948 (West-Berlin 25. Juni) durchgeführt. Die Bürger der SBZ erhielten zwischen dem 24. und 28. Juni, als Übergangslösung, die sogenannte Kuponmark. Neu gedruckte Banknoten der Mark (DDR) wurden erst ab 24. Juli 1948 in Umlauf gebracht. Briefmarken werden mit einem Bezirksstempel überdruckt.

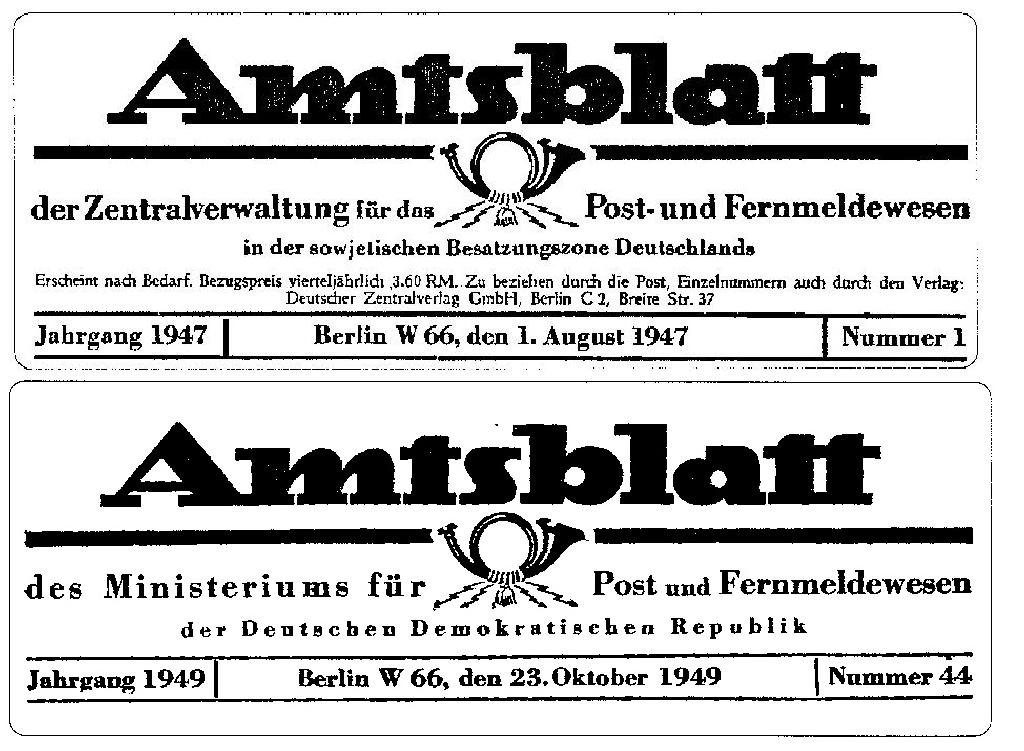
Kopfgestaltung der Amtsblätter in der SBZ (1947) und der DDR (1949)

Am 3. Juli waren nur noch die Postwertzeichen mit dem Aufdruck Sowjetische Besatzungszone in kleinen Mengen zu kaufen. Vom 1. September 1948 an galten, bis auf weiteres, auch die Postwertzeichen der Berliner Bärenserie mit dem Überdruck Sowjetische Besatzungszone. Am 11. Oktober 1948 erschien die Postwertzeichenserie Persönlichkeiten.
Nach dem Auszug der Sowjets aus dem Alliierten Kontrollrat am 20. März 1948 begann am 24. Juni die Blockade Berlins, die bis zum 12. Mai 1949 dauerte. Im Zusammenhang mit Transportschwierigkeiten waren zur Versendung aus der SBZ und aus Berlin in die westlichen Besatzungszonen Deutschlands  nur noch zugelassen: Postkarten, Briefe bis zu einer Gewichtsgrenze von 100 g (nur mit Mitteilungen), Drucksachen und Geschäftspapiere bis 500 g, Blindenschriftsendungen bis 5 kg – die Sendungen zu 1 bis 4 auch eingeschrieben – offen auszuliefernde Wertbriefe bis 100 g Gewicht und 500 DM Wertangabe. Alle unterwegs befindlichen Sendungen nach den westlichen Besatzungszonen, die diesen Bestimmungen nicht entsprachen, waren sofort an die Absender zurückzuschicken. Gebühren wurden hierbei nicht erstattet. Die Verkehrsbeschränkungen fielen mit Wirkung vom 12. Mai 1949 wieder fort.

### Postdienst nach dem Zweiten Weltkrieg
Nach dem Zusammenbruch wurde der Postdienst nur schrittweise nach den Bestimmungen der Besatzungsmächte wieder aufgenommen. Die Aufnahme der verschiedenen Dienste vollzog sich im Laufe des Jahres 1945 jedoch in den Besatzungszonen und selbst innerhalb der OPD-Bezirke nicht einheitlich und gleichzeitig. Vielmehr bestanden erhebliche Unterschiede. Für die zugelassenen Postsendungen wurden allgemein die tarifmäßigen Gebühren nach der Postordnung erhoben. Die während des Krieges angeordnet gewesenen Beschränkungen wurden, ohne dass dazu eine ausdrückliche Anordnung ergangen wäre, nicht mehr berücksichtigt.
Zugelassen waren nach dem Stand vom 1. August 1947
1. Innerhalb der sowjetischen Besatzungszone:
- Briefe bis 1.000 g,
- Postkarten, einfache und mit Antwortkarte,
- Drucksachen,
- Geschäftspapiere,
- Warenproben,
- Mischsendungen bis 500 g,
- Blindenschriftsendungen bis 5 kg,
- Postwurfsendungen,
- Briefe mit Zustellurkunde,
- Bahnhofsbriefe,
- Bahnhofszeitungen bis 15 kg (bis zum 15. Oktober 1947 bis 20 kg),
- Postzeitungsdienst,
- Päckchen bis 2 kg,
- gewöhnliche Pakete (einschließlich Sperrgut) bis 20 kg,
- Wertbriefe bis 1.000 RM,
- Postanweisungen bis 1.000 RM,
- Telegraphische Postanweisungen (Betrag unbeschränkt),
- Postaufträge bis 1000 RM,
- Nachnahme bei Briefsendungen einschließlich Päckchen und bei Paketen bis 1.000 RM,
- Einschreiben bei Briefsendungen einschließlich Päckchen,
- Rückschein bei Einschreibbriefsendungen und Wertbriefen sowie bei Paketen,
- Ein- und Auszahlungen im Postscheckverkehr (Betrag unbeschränkt, die Aufträge können auch telegraphisch erteilt werden),
- Postsparkassendienst,
- Anschriftensuchdienst.

Anmerkung: Für Sendungen aus der SBZ, die in ihr verbleiben, war das Verlangen der Eilzustellung ausgeschlossen.
2. Nach Groß-Berlin:
Wie unter 1, jedoch mit folgenden Zulassungen:
- gewöhnliche Pakete (einschließlich Sperrgut) nur bis 7 kg,
- zugelassene Eilsendungen bei Briefsendungen, einschließlich Päckchen und Postanweisungen,

dagegen folgende Einschränkungen:
- keine Bahnhofsbriefe,
- kein Postsparkassendienst und
- kein Anschriftensuchdienst.

Anmerkung: Innerhalb Groß-Berlins betrug das Höchstgewicht für Pakete 20 kg. Im Verkehr zwischen Berlin und den Westzonen sind gewöhnliche und eingeschriebene Päckchen bis 2 kg sowie Pakete bis 7 kg zugelassen. Sperrgut wurde in Berlin nicht angenommen. Der Postzeitungsdienst war aus der sowjetischen Besatzungszone nach Berlin nicht zugelassen, aus Berlin in die sowjetische Zone nur insoweit, als die Zeitungen im sowjetischen Sektor von Berlin erschienen.
3. nach den Westzonen:
- Briefe bis 1000 g,
- Postkarten, einfache und mit Antwortkarte,
- Drucksachen,
- Geschäftspapiere,
- Warenproben,
- Mischsendungen bis 500 g,
- Briefe mit Zustellurkunde,
- Blindenschriftsendungen bis 5 kg,
- Postwurfsendungen,
- Einschreiben bei Briefsendungen,
- Rückschein bei Einschreibsendungen,
- Eilzustellung bei Briefsendungen.

Nicht zugelassen:
- Bahnhofsbriefe,
- Postzeitungsdienst,
- Päckchen,
- Pakete,
- Wertbriefe,
- Postanweisungen,
- Postaufträge,
- Nachnahme
- Postscheckdienst,
- Postsparkassendienst
- Anschriftensuchdienst.

4. Nicht eingeführt wurden
- Postgut,
- dringende Pakete,
- Rohrpostsendungen,
- Luftpostsendungen,
- Werbeantwortkarten,
- Anschriftenprüfung,
- Postreiseschecke,
- Postsparkarten
- Postlagerkarten.

Bahnhofszeitungen (bis 20 kg) wurden am 8. September 1947 mit dem Westen zugelassen. Am 8. Oktober 1947 kam der Postzeitungsdienst hinzu, also auch Postzeitungsgut (bis 20 kg). Am 15. Oktober 1947 folgte das Prüfen von Anschriften.

### Postdienst nach Gründung der DDR und der Bundesrepublik Deutschland
Die Bestimmungen des Weltpostvertrages traten in der DDR am 1. Juli 1953 in Kraft.
Am 16. Januar 1950 wurde mit der UdSSR, am 1. August 1950 der internationale Luftpostdienst aufgenommen. Ab 1. Juni 1951 gab die Deutsche Post Luftpostleichtfaltbriefe zum Preise von 2 Pf. das Stück heraus.

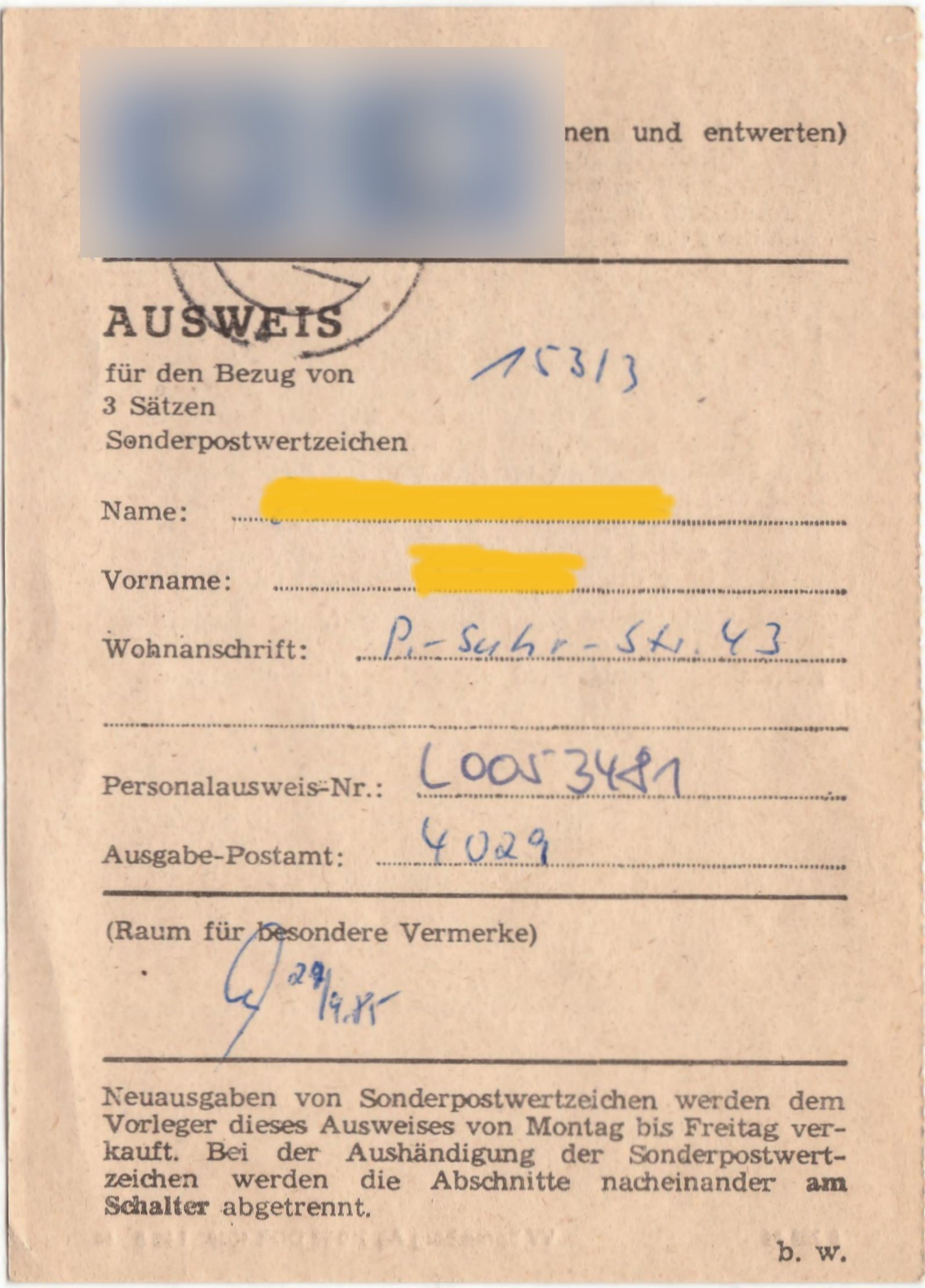
Ausweis zum Bezug von DDR-Sonderbriefmarken (3 Sätze)

Vom 1. Januar 1952 an wurden Briefmarkensammler bei der Belieferung mit Sonderpostwertzeichen nur noch gegen Vorlage eines Ausweises berücksichtigt. Sie erhielten bis zu fünf Sätze von jeder Ausgabe. Eine Überschreitung war nur über die Sektion Philatelie möglich. Der Ausweis war gegen eine Gebühr von 1,– DM, erhältlich und ein Jahr gültig. Die Marken mussten innerhalb von 14 Tagen abgeholt werden.
Mit Wirkung vom 1. Januar 1954 wurde der Bezug auf Ersttagsbriefumschlägen und Ganzsachen (Postkarten) erweitert. Postkunden konnten 15 Sätze bestellen, Mitglieder der Sektion Philatelie 20 Sätze. Mitglieder der Sektion hatten dafür eine Sondergebühr bis zu 5,– DM zu entrichten (galt nur kurze Zeit und wurde auf drei Sätze pro Postkunde reduziert).

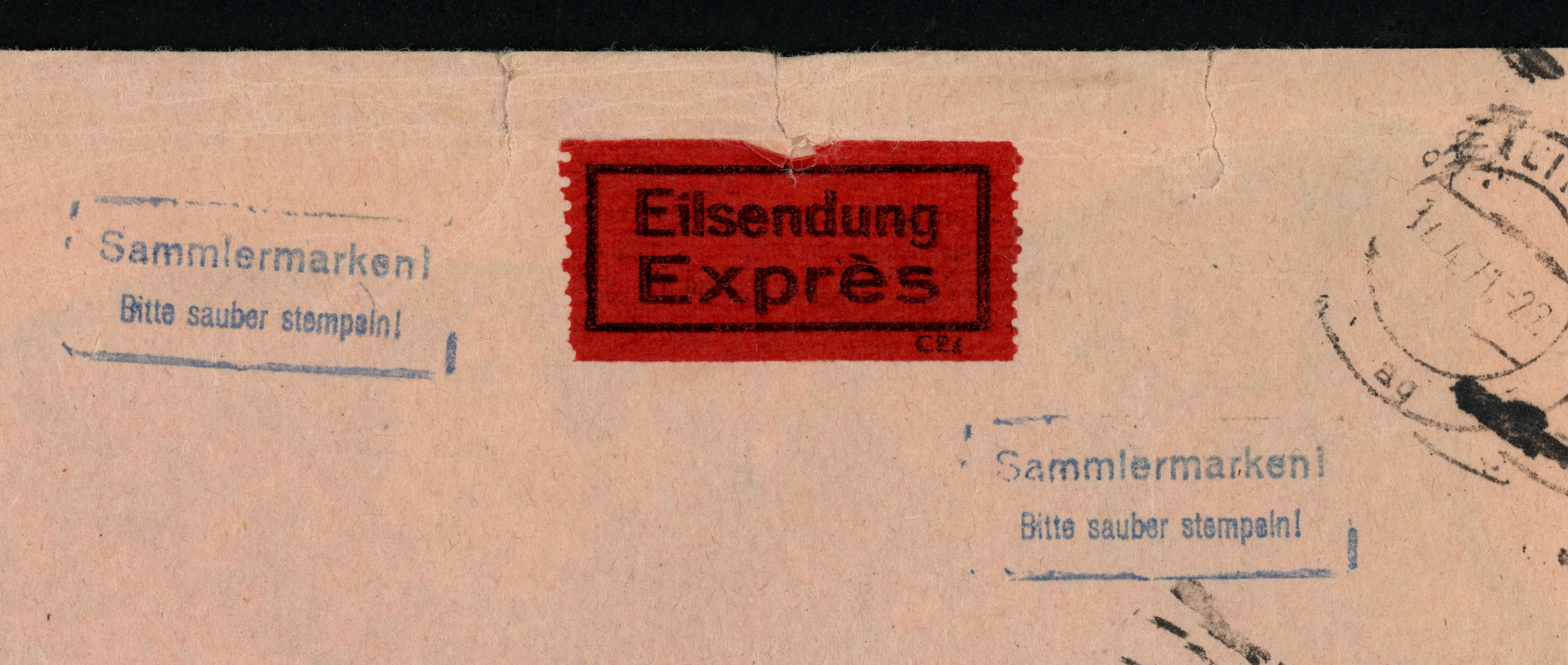
Hinweis auf Sammlermarken, Brief in die Bundesrepublik, 1971

Vom 15. April 1954 an mussten die aus Westdeutschland, West-Berlin und dem Ausland eingehenden Tauschsendungen einen Klebezettel tragen. Der Klebezettel war weiß und hatte grüne Umrandung. Eine Erstsendung hatte also vom Osten aus zu erfolgen. 1955 wurden zweifarbige Aufkleber über die Sektion Philatelie abgegeben. Die mit solchen Zetteln gekennzeichneten Sendungen waren besonders sorgfältig zu stempeln.

DDR-Amtsblätter

In einer Verfügung vom 23. Mai 1954 wurde die Postüberwachung als ein innerbetriebliches Sicherheits- und Ermittlungsorgan der Deutschen Post eingerichtet. Die Hauptaufgabe war, Verluste oder Beschädigungen von Sendungen oder Posteigentum zu verhindern. Ergab sich ein begründeter Verdacht auf eine strafbare Handlung, musste beim zuständigen Staatsanwalt bzw. bei der Volkspolizei (Abt. Kriminalpolizei) Strafanzeige erstattet werden. (Bei der Anzeige mussten auch die internen Ermittlungsunterlagen beigefügt werden, wenn sie für ein Strafverfahren relevant waren.)
Am 1. August 1954 wurde die Sendungsart Wirtschafts-Postgut (W-PG) eingeführt. Als gewöhnliche Paketsendungen galten damit:
- gewöhnliche Pakete,
- Wirtschafts-Postgut,
- unversiegelte Wertpakete des innerdeutschen Verkehrs,
- unversiegeltes Wirtschafts-Postgut mit Wertangabe
- stillversicherte Pakete nach dem Ausland.

Für solche Sendungen galt u. a.:
- die Teilnahme am Selbstbucherverfahren für Paketsendungen,
- Einlieferung von mindestens 150 Sendungen W-PG im Kalendermonat,
- nur im Verkehr innerhalb der DDR einschließlich Ost-Berlin zugelassen,
- Höchstgewicht 20 kg.

Als Sonderbehandlungen waren möglich:
- Dringend,
- Eilzustellung,
- gegen Rückschein,
- Sperrgut
- Nachnahme
- unfreie Einlieferung.

W-PG konnten außerdem unversiegelt mit einer Wertangabe bis 1.000 DM eingeliefert werden. W-PG versiegelt mit Wertangabe waren jedoch nicht zugelassen.

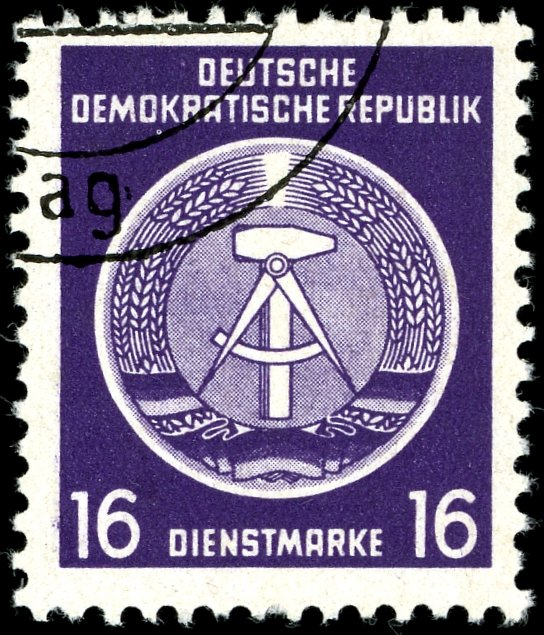
Dienstmarke zu 16 Pfennig

Im Zentralblatt der DDR vom 1. August 1954 wurde die Herausgabe von Dienstmarken für den Gebrauch der behördlichen Post angekündigt. Daneben war es den Parteien, Massenorganisationen und Genossenschaften gestattet, Dienstmarken zu verwenden.
Ab dem 1. Februar 1955 wurden auch die in Westdeutschland und West-Berlin neu eingeführte Sendungsart Massendrucksache an DDR-Bürger zugestellt.
Am 1. April 1955 führte die Deutsche Post den neuen Dienstzweig Postmietbehälter-Verkehr ein. Hierbei wurden Kartons mit abnehmbaren Deckeln befördert.

#### Zentralisierung der Kurierdienste 1955

DDR-Postbelege

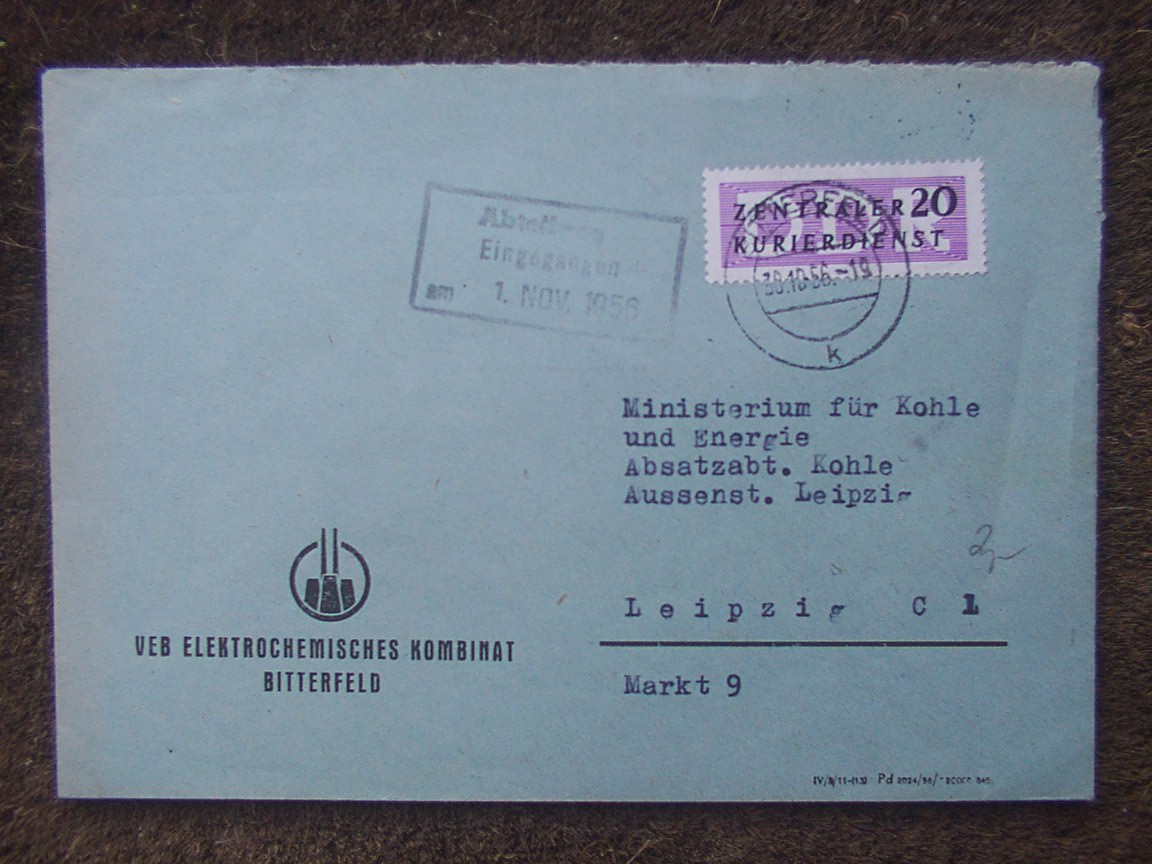
Zentraler Kurierdienst

Am 10. Oktober 1955 wurden bis auf zwei Ausnahmen alle Kurierdienste in der DDR aufgelöst und der Zentrale Kurierdienst bei der Post eingeführt. Aus der Anordnung: „Zur Durchführung des Postverkehrs der zentralen staatlichen Organe, Institutionen und Einrichtungen wird im Ministerium des Inneren ein Zentraler Kurierdienst geschaffen, der … sich auf postalische Einrichtungen stützt. Nach Aufnahme der Tätigkeit des Zentralen Kurierdienstes sind die bestehenden Kurierdienste innerhalb der Deutschen Demokratischen Republik aufzulösen. Ausgenommen hiervon ist der Kurierdienst des Ministeriums des Inneren und des Ministeriums für Auswärtige Angelegenheiten.“

#### Vorlagepflicht des Personalausweises für Privatpersonen 1958
1958 wurde die Vorlage des Personalausweises für Geldeinzahlungen und Paket-/Päckcheneinlieferungen durch Privatpersonen Pflicht. (Geregelt durch die Anordnung über die Vorlage von Personalausweisen der DDR bei der Einlieferung von Postsendungen.)

#### Gesetzliche Regelung der Post ab 1959

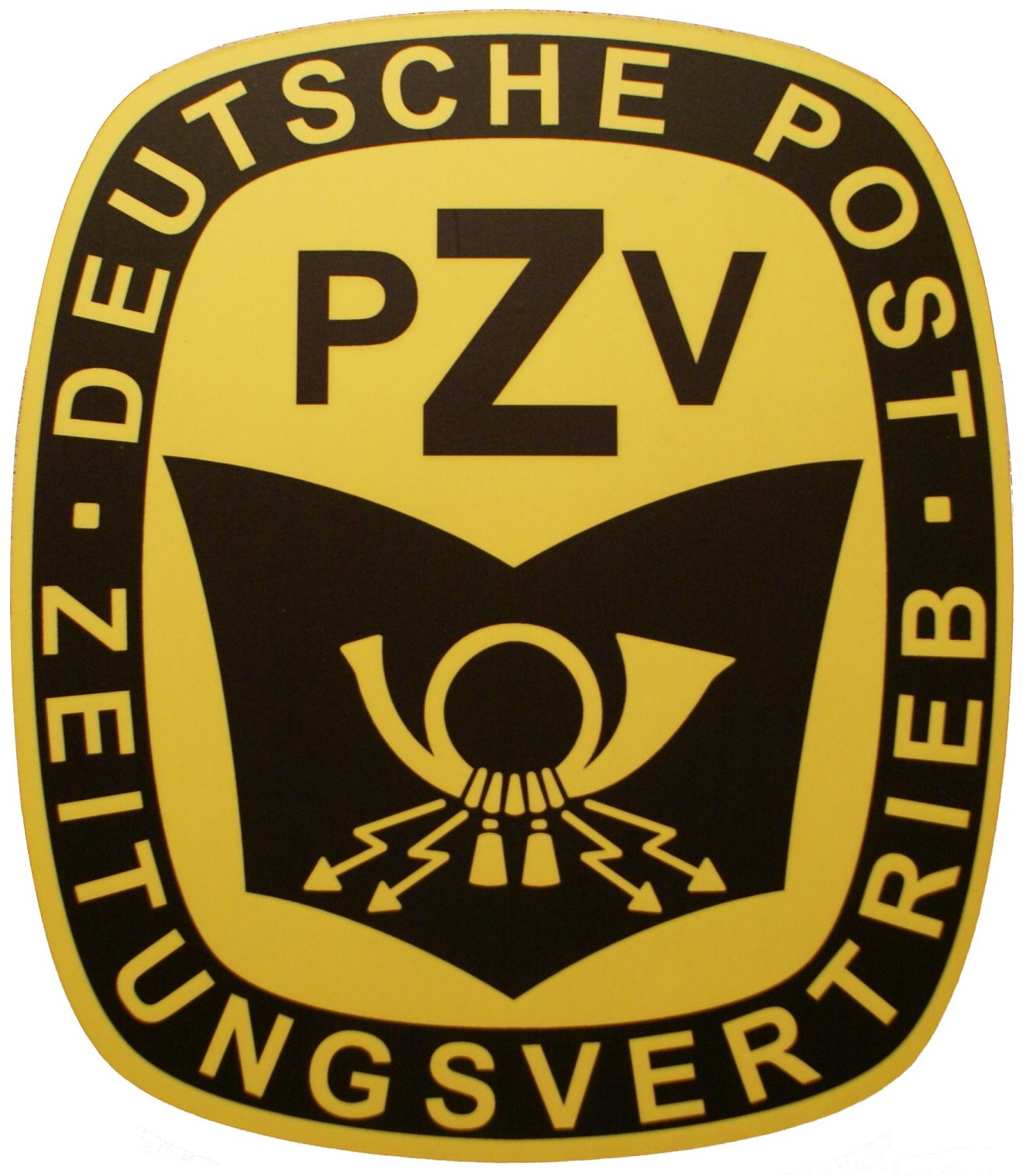
Das Logo des Postzeitungsvertriebs wird 1959 eingeführt

Am 3. April 1959 wurde das Gesetz über das Post- und Fernmeldewesen und am 1. August 1959 die Postordnung eingeführt. Damit wurde die Deutsche Post dem Ministerium für Post- und Fernmeldewesen unterstellt. Dem Minister für Nationale Verteidigung wurde das Recht zur Errichtung und Betrieb eigener Fernmeldeanlagen bzw. Erstellung von Presseerzeugnissen eingeräumt, sofern diese für die nationale Verteidigung bestimmt waren.
U. a. wurde die Deutsche Post verpflichtet, alle grenzüberschreitenden Postsendungen, die der Zoll- bzw. Warenkontrolle unterlagen, den entsprechenden Dienststellen unentgeltlich zur Kontrolle vorzuführen. Laut Gesetzestext würde hierbei das Post- und Fernmeldegeheimnis gewährleistet bleiben, soweit es nicht durch Gesetz aufgehoben sei. § 354 des Strafgesetzbuches erhielt folgende Fassung: „Wer als Mitarbeiter oder Beauftragter der Deutschen Post vorsätzlich Sendungen während der Beförderung unbefugt öffnet, den Inhalt von Sendungen oder Nachrichten unbefugt anderen mitteilt, anderen eine solche Handlung gestattet oder dabei Hilfe leistet, wird mit Gefängnis bis zu 3 Jahren oder mit öffentlichem Tadel bestraft.“ Dieses Gesetz trat am 1. August 1959 in Kraft.
Das Gesetz über das Post- und Fernmeldewesen vom 29. November 1985 ersetzte das Gesetz von 1959. Das neue Gesetz regelte den Post- und Fernmeldeverkehr in der Deutschen Demokratischen Republik, sowie die Aufgaben der Deutschen Post (amtlich: Deutsche Post der Deutschen Demokratischen Republik) unter der Aufsicht des Ministeriums für Post- und Fernmeldewesen (MPF) bis zur Deutschen Wiedervereinigung.

#### Briefsendungen
Bis zum Inkrafttreten der Anordnung über den Postdienst – Postordnung vom 3. April 1959 zum 1. August 1959 galt noch immer die Postordnung von 1929 in einer vielfach geänderten Fassung. Als Briefsendungen galten
- Briefe (bis 500 g),
- Postkarten,
- Drucksachen (bis 500 g),
- Wirtschaftsdrucksachen (bis 500 g),
- Postwurfdrucksachen (bis 50 g),
- Werbeantworten (Eingeführt: 1. Juli 1951, gestrichen: 1. Januar 1967)
- Blindensendungen (bis 7 kg).

Außer gewöhnlichen und eingeschriebenen Briefen und Postkarten mussten alle Sendungen freigemacht werden. Die Nachgebühr für nicht- oder unzureichend freigemachte Sendungen betrug das Eineinhalbfache der fehlenden Gebühr. Gewöhnlich waren diese Sendungen an den Absender zurückzugeben. Verweigerte der Empfänger die Zahlung der Nachgebühr und damit die Annahme, war die Sendung als unzustellbar zu behandeln.
Eine Besonderheit bildeten Faltbriefe. Aus Mangel an Briefumschlägen waren sie bis 1. Januar 1951 und ab 25. Januar 1955 erneut zugelassen. Ab 1. Juni 1951 wurden Luftpostleichtfaltbriefe zum Preise von 2 Pf. das Stück herausgegeben. Am 10. Januar 1957 gab die Deutsche Post Faltbriefe mit eingedruckten Wertzeichen heraus. Ausgeschnittene Wertzeichen durften ab 1959 nicht weiterverwendet werden. Seit dem 1. Dezember 1947 waren Drucksachen in Faltbriefform bis Dezember 1950 zugelassen, ab Januar 1955 erneut erlaubt. Die Postordnung von 1959 erwähnt Faltbriefdrucksachen nicht mehr.
Als Zusatzleistungen waren zugelassen:
- Eilsendung,
- Luftpost,
- Rohrpost,
- Bahnhofsendung (ab 1. Mai 1975 ohne Postzeitungsgut),
- Einschreiben,
- Wertangabe,
- Versichert (bis 1. Januar 1967),
- Eigenhändige Aushändigung,
- Förmliche Zustellung,
- Rückschein,
- Nachnahme.

Ab 1. Juli 1971 galten die Vorschriften des Weltpostvertrages für den grenzüberschreitenden Postverkehr auch mit der Bundesrepublik und West-Berlin.
Für Postkarten waren als Zusatzleistungen zugelassen:
- Eilsendung,
- Luftpost (1. Mai 1975 gestrichen),
- Rohrpost,
- Einschreiben,
- Eigenhändige Aushändigung,
- Rückschein,
- Nachnahme

Für Drucksachen waren als Zusatzleistungen zugelassen:
- Eilsendung,
- Luftpost (1. Mai 1975 gestrichen),
- Rohrpost,
- Nachnahme

für Drucksachen in Kartenform außerdem
- Einschreiben,
- Eigenhändige Aushändigung,
- Rückschein.

Die Wirtschaftsdrucksache entstand aus der Zusammenlegung der Versandarten Geschäftspapiere, Warenproben und Mischsendungen. Für Wirtschaftsdrucksachen waren die Zusatzleistungen
- Eilsendungen,
- Luftpost (30. April 1975 gestrichen),
- Rohrpost und
- Nachnahme

zugelassen. Den Wirtschaftsdrucksachen konnten Warenmuster ohne Handelswert beigefügt werden.
Die Postwurfdrucksachen wurden nicht nach- oder zurückgesandt. Zusatzleistungen waren nicht zugelassen. Sie waren offen, unter Streif- oder Kreuzband oder umschnürt in einem offenen Umschlag oder einfach zusammengefaltet einzuliefern. Warenproben in offenen Kästchen oder Säckchen waren erlaubt. Ein Verzeichnis der Empfängergruppen für Postwurfdrucksachen war zu 20 Pf. erhältlich. Seit dem 1. Mai 1975 standen Mischsendungen (Drucksachen und Warenproben) und das Verzeichnis der Empfängergruppen nicht mehr im Angebot, Zustellung von Postwurfdrucksachen nur noch an alle Haushalte eines bestimmten Territoriums. Die Beifügung von Warenproben ohne Handelswert wurde unzulässig (Postordnung 1975). Am 1. Juli 1990 waren sie nur im Bereich der Deutschen Post möglich.
Als Werbeantworten wurden am 1. Juli 1951 gewöhnliche Briefe und Drucksachen bis 20 g sowie Postkarten zugelassen. Die Werbeantworten wurden wie andere nachgebührenpflichtige Sendungen behandelt. Die Nachgebühr betrug aber nur so viel wie die Gebühr für eine gleichartige freigemachte Sendung zuzüglich eines festen Zuschlags.
Für Blindensendungen waren als Zusatzleistungen möglich:
- Einschreiben,
- Rückschein,
- Eilzustellung,
- Luftpost (30. April 1975 gestrichen),
- Nachnahme

Seit dem 19. Mai 1949 bis 7 kg (vorher 5 kg), zum 1. Juli 1953 kam die Gebührenfreiheit für die gesamte Sendung. Seit dem 1. August 1959 waren Zusatzleistungen gebührenpflichtig, seit dem 30. April 1975 sind sie wieder mit Zusatzleistungen gebührenfrei, geändert erneut zum 1. Juli 1990, danach war die Eilzustellung gebührenfrei, die anderen Zusatzleistungen gebührenpflichtig.

#### Zusatzleistungen
Zusatzleistungen wurden weiter oben schon mehrfach erwähnt. Die Gebühren mussten neben dem Sendungsentgelt sofort entrichtet werden.
- Beförderungen mit Aufgabe – und/oder Zustellungsnachweisen

Für Einschreibsendungen führte die Deutsche Post zum 15. März 1968 Selbstbedienungseinrichtungen ein, die bis zum 13. Mai 1981 Bestand hatten.
Wertsendungen waren seit 1947 zwar erlaubt, aber strengen Vorschriften unterworfen. So war es z. B. seit 1950 nur möglich, Wertbriefe über 500 g offen am Schalter aufzuliefern, wenn der Absender im Westen wohnte.
Ein Rückschein war bei eingeschriebenen Briefen, Postkarten sowie bei Wertbriefen möglich. Mit der Bundesrepublik und West-Berlin durfte der Rückschein auch verlangt werden, obwohl seit 1948 Briefe mit Zusatzleistung Einschreiben und Wertangabe nicht erlaubt waren, sie wurden erst wieder am 8. Januar 1950 zugelassen.
Seit dem 26. Juli 1950 fiel bei telegraphischen Post- und Zahlungsanweisungen mit dem Vermerk Eigenhändig die besondere Gebühr von 20 Pf. für die verlangte Auszahlung an den Empfänger selbst weg. Es war nur noch die Wortgebühr von 15 bzw. 20 Pf. für den telegraphischen Vermerk „MP“ zu erheben.
1947 waren Nachnahmen nur innerhalb der sowjetisch besetzten Zone bei Briefsendungen einschließlich Päckchen und bei Paketen bis 1.000 RM zugelassen, nicht zugelassen nach den Westzonen. Zur Beförderungsgebühr kam die Gebühr wie für eine gleichartige Sendung und die Vorzeigegebühr in Anwendung (Die Postanweisungs- bzw. Zahlkartengebühr für die Übermittlung des eingezogenen Betrags wurde vom eingezogenen Betrag abgezogen).
Die Zustellungsurkunde diente der Zustellung an den Empfänger durch Beurkundung der Übergabe. Briefgebühr und Gebühr für die förmliche Zustellung sowie für die Rücksendung wurde von dem Absender bezahlt.
- Sonderbeförderungsarten

Beim Verlangen der Eilzustellung war außer der Gebühr für eine gleichartige Eilsendung die Zustellgebühr zu entrichten. Sie galt bei Vorauszahlung der Gebühr durch den Absender. Bei Nichtvorauszahlung wurden dem Empfänger die wirklichen Botenkosten, mindestens die Sätze bei Vorauszahlung erhoben.
Bahnhofsbriefe durften maximal 5 kg wiegen, das Aussehen war vorgeschrieben, neben dem üblichen Briefporto war eine monatliche Gebühr von 36 Mark zu zahlen oder wöchentlich 12 Mark. Sie waren zum 1. August 1947 innerhalb der sowjetisch besetzten Zone zugelassen. Seit dem 8. Januar 1950 waren sie zwischen der Bundesrepublik und West-Berlin zugelassen, allerdings nur für den Pressedienst. Dieser Dienst wurde am 1. November 1953 wieder eingestellt. Die Postordnung vom 1. August 1959 schrieb für Bahnhofsbriefe vor: „Bahnhofssendungen werden mit vom Absender vorgeschriebenen Postverbindungen befördert. Sie müssen vom Absender zu einer vereinbarten Zeit bei einem bestimmten Postamt eingeliefert und vom Empfänger unmittelbar nach Ankunft am verabredeten Ort abgeholt werden. Unterbleibt die rechtzeitige Abholung, werden die Sendungen mit der nächsten Brief- oder Paketzustellung zugestellt.“ Am 1. Mai 1975 wurde der letzte Satz gestrichen. Die Behandlungsgebühr wurde bei regelmäßiger Einlieferung für den Kalendermonat oder für die Kalenderwoche erhoben, bei unregelmäßiger Einlieferung dagegen je Postsendung. Die Beförderungsgebühr trat an die Stelle der Gebühr für die Beförderung einer gleichartigen Postsendung.
Die Rohrpost in Berlin wurde am 1. März 1949 wieder aufgenommen und erst 1977 eingestellt. Die Beförderungsgebühr betrug unverändert 20 Pfg. je Sendung.
Eine Luftpost gab es seit dem 1. August 1959 im Inlandsverkehr, zugelassen waren Briefsendungen (einschließlich Postkarten), Post- und Zahlungsanweisung, Einzahlungsauftrag. Für jede volle oder angefangene 20 g war ein Zuschlag von 5 Pfg. zu erheben, Päckchen und Pakete kosteten je volle oder angefangenen 500 g 50 Pfg., bei Verlangen der Eilzustellung außerdem die Gebühr für eine gleichartige Eilsendung. In den Jahren 1951, 1955, 1956 und 1957 gab es bereits die Messeflüge Berlin–Leipzig, 1958 und 1959 Berlin–Leipzig, Leipzig–Dresden, Leipzig–Erfurt und Leipzig–Karl-Marx-Stadt (nur 1958), sowie einen Sonderflug am 18. Februar 1962 Borkheide–Brück jeweils ohne Zuschlaggebühr. Die Gebühr änderte sich zum 1. Januar 1967, nun war je Briefsendung bis 20 g (einschließlich Postkarte), Post- und Zahlungsanweisung, Einzahlungsauftrag (5 Pfg.) und je Kleingutsendung für jede volle oder angefangene 500 g (50 Pfg.) zu zahlen.
- Sonstige Zusatzleistungen

Für einen Postauftrag wurde die Gebühr wie für einen gleichartigen Einschreibebrief und Vorzeigegebühr und Postanweisungs- bzw. Zahlkartengebühr für die Übermittlung des eingezogenen Betrags erhoben. Am 1. August 1959 fielen Postaufträge zur Geldeinziehung weg.

#### Kleingutsendungen
Zu den Kleingutsendungen gehörte das Päckchen (bis 2 kg), sie galten zeitweise als Briefsendungen. Ab dem 1. Januar 1967 gab es das Wirtschaftspäckchen (bis 2 kg). Das Paket (bis 20 kg) und die Versandform Wirtschafts-Postgut (bis 15 kg), am 1. Januar 1967 vom Wirtschaftspaket abgelöst.
Päckchen waren verschlossene Postsendungen bis zu einem Gewicht von 2 kg. Eine Neuregelung vom 1. Januar 1967 erlaubte nur Bürgern oder freiberuflich Tätigen den Versand von Päckchen. Alle anderen mussten Wirtschaftspäckchen versenden. Es waren die folgenden Zusatzleistungen möglich:
- Eilsendung,
- Luftpost (1. Mai 1975 gestrichen),
- Einschreiben,
- Persönliche Aushändigung (Eigenhändig),
- Rückschein,
- Nachnahme

Pakete waren Postsendungen mit einem Gewicht bis zu 20 kg, vom 1. Januar 1976 bis 1. Juli 1990 nur bis 10 kg. Seit dem 1. Januar 1967 durften sie nur von Bürgern oder freiberuflich Tätigen versandt werden. Die Einlieferung wurde bescheinigt. Für Pakete waren folgende Zusatzleistungen möglich:
- Eilsendung,
- Luftpost (am 1. Mai 1975 gestrichen),
- Wertangabe,
- Persönliche Aushändigung (Eigenhändig),
- Rückschein,
- Nachnahme zugelassen.

Am 1. August 1954 wurde im Kleingutverkehr das Wirtschafts-Postgut (W-PG) eingeführt. Ab dem 1. Januar 1959 war das Höchstgewicht für Wirtschaftspostgut und für unfreie Pakete auf 15 kg festgesetzt. Seit dem 1. August 1959 konnten gewöhnliche Pakete und Wirtschaftspostgut bis 500 Mark versichert werden. Am 1. Januar 1967 wurde die Versandart Wirtschafts-Postgut aufgehoben, neu einführt wurden Wirtschaftspakete, Wirtschaftspäckchen. Seit 1990 wurde für sperrige Pakete und Wirtschaftspakete ein Zuschlag von 5,00 DM erhoben.
Poststücke waren Gegenstände bis zu einem Gewicht von 50 kg (ab 1. Januar 1976: 25 kg) die im Rahmen der betrieblichen Möglichkeiten unabhängig von der Mitfahrt des Fahrgastes zur Beförderung eingeliefert werden konnten. Sie dienten der besseren Postversorgung auf dem Lande.
Zeitungsdrucksachen waren freigemachte Sendungen mit Zeitungen und Zeitschriften, die von Verlegern und Zeitungsvertriebsstellen (Zeitungshändlern usw.) bis zum Höchstgewicht von 1 kg an beliebige Empfänger zu einer ermäßigten Gebühr versandt werden konnten. Sie waren ab 8. Oktober 1947 in allen Besatzungszonen bis 1 kg zugelassen. Im Gegensatz zu gewöhnlichen Drucksachen war für Zeitungsdrucksachen weder Einschreiben noch Nachnahme noch Eilzustellung zugelassen.
Bahnhofszeitungen bis 20 kg waren in der sowjetisch besetzten Zone und im beiderseitigen Verkehr mit den übrigen Besatzungszonen Deutschlands und mit Groß-Berlin zugelassen. Die Sendungsart Bahnhofszeitung fiel zum 1. Januar 1967 weg.
Seit dem 23. September 1952 wurden Einlieferungsbescheinigungen für ein gewöhnliches Paket oder Päckchen, eine Eilbrief- oder Luftpostsendung, ein Telegramm oder eine Bescheinigung über ein Ferngespräch erteilt. Die Gebühr betrug 10 Pf., mehrere an einen Empfänger (Sammelbescheinigung) ebenfalls 10 Pf., die Höchstgebühr (nur bei Vorlegung eines Posteinlieferungsbuches oder eines vorbereiteten Belegs) 50 Pf.
Am 10. Oktober 1949 wurde bevorzugte Beförderung der Behördenpost im interzonalen Verkehr und im Verkehr mit dem sowjetischen Sektor Berlins angeordnet. Unter den Begriff Behördenpost fiel der amtliche Schriftwechsel aller Behörden einschließlich der Selbstverwaltungsorgane, der Parteien, der Massenorganisationen und aller für die Volkswirtschaft arbeitenden Betriebe. Auch die von privaten Absendern an vorstehend genannte Stellen gerichteten Sendungen waren hierin eingeschlossen. Die Sendungen mussten mit dem augenfällig anzubringenden Vermerk Behördenpost auf der Aufschriftenseite zwischen Empfänger und Bestimmungsort oder unmittelbar links vom Bestimmungsort gekennzeichnet sein. 1950 ändert sich der Begriff in Geschäftspost.

### Geldverkehr
Die Gebühren für Postanweisungen blieben unverändert, eine drastische Erhöhung erfolgte am 1. Juli 1990.
Wurden dem Telegramm weitere Mitteilungen angefügt, so war dafür die Telegrammgebühr zu zahlen. Am 1. April 1970 wurde die Höchstsumme von 1.000 erweitert bis 5.000 Mark, allerdings nur für Betriebe der Land- und Nahrungsgüterwirtschaft. Die Höchstsumme für telegraphische Postanweisungen war unbegrenzt.
Die Gebühren für Zahlkarten blieben unverändert, eine erhebliche Erhöhung erfolgte am 1. Juli 1990.
Seit dem 1. November 1947 waren Überweisungen im Postscheckverkehr gebührenfrei.
Einzahlungsaufträge waren Postsendungen, durch die Geldbeträge mit einem Formblatt zur Gutschrift beim kontoführenden Kreditinstitut übermittelt werden. Die Höhe des Betrages war nicht begrenzt. Die Gebühren entsprachen denen der Postanweisungen.
Zahlungsanweisungen waren Postsendungen, durch die das Postscheckamt den von einem Postscheckkonto abgebuchten Betrag eines Postschecks zur Auszahlung an den im Scheck genannten Empfänger übermittelt.
Neben einer festen Gebühr von 15 Pfg. wurde je 20 Mark ein weiterer Pfg. erhoben. Bei telegraphischen Anweisungen war die Gebühr gestaffelt.

### Überlandbusse
Die Überlandlinien der Kraftpost wurden noch bis zum 30. Juni 1953 betrieben, danach wurde diese Sparte ersatzlos eingestellt und die Linien an die VEB Kraftverkehre übergeben. Darüber hinaus verkehrten bis in die 1970er Jahre – teilweise auch darüber hinaus – sogenannte Landkraftposten, die Personen und Post mit Kleinbussen (anfangs z. B. Phänomen Granit 30K) insbesondere in entlegene Orte beförderten.

### Weitere Nachrichten aus den Amtsblättern
Vom 1. September 1959 an wurden der Verkauf und der Dauerbezug von Postwertzeichen der DDR neu geregelt. Der Verkauf von Sonderpostwertzeichen war nur noch in Mengen bis zu zehn Stück je Wert an einen Käufer zulässig (es gab Ausnahmen). Postwertzeichen konnten von Briefmarkensammlern bei den Postämtern im Ausweisverfahren oder bei der Versandstelle bezogen werden. Mit Wirkung vom 1. Mai 1960 wurden die Sammlerausweise zum Bezug von Postwertzeichen an Mitarbeiter der Deutschen Post gebührenfrei ausgestellt.
Ab dem 1. Januar 1960 galt für Briefe bis 20 g und Postkarten in sozialistische Länder die Inlandsgebühr. Dies galt auch für Postkarten mit Antwortteil. Ab dem 1. Januar 1967 galt dies auch für Jugoslawien.
25. Juli 1963: Die Vorlage des Personalausweises bei der Einlieferung von Paketen und Päckchen nach dem Ausland, Westdeutschland und West-Berlin war Pflicht. In Berlin war die Vorlage des Personalausweises bei jeder Einlieferung von Paketen und Päckchen Pflicht.

DDR-Postleitzahlen

Mit Wirkung vom 1. Oktober 1964 wurden in der DDR Postleitzahlen eingeführt.
Fast alle bis 1963 herausgegebenen Postwertzeichen hatten eine zeitlich beschränkte Gültigkeit. Sonderpostwertzeichen wurden regelmäßig am 31. März jedes Jahres ungültig. Alle seit dem 1. Januar 1964 ausgegebenen Sonderpostwertzeichen (einschließlich der Blocks), die Postwertzeichen der Dauerserie und der Luftpostdauerserie sowie die Wertstempel auf den Postkarten blieben unbegrenzt gültig. Dies betraf auch die Postwertzeichen, deren Gültigkeitsdauer am 31. März 1966 oder 31. März 1967 enden sollte.
Am 1. Januar 1967 trat eine überarbeitete Postordnung in Kraft. Es wurden folgende Sendungs- und Leistungsarten aufgehoben:
- Wirtschafts-Postgut,
- Versicherungsgebühr,
- Werbeantworten (die Sendungen sind als Brief, Postkarte, Drucksache oder Wirtschaftsdrucksache einzuliefern),
- Bahnhofszeitungen (die Sendungen sind als Bahnhofssendungen einzuliefern),
- Zeitungsdrucksachen (die Sendungen sind als Drucksache oder Wirtschaftspäckchen einzuliefern).

Neu eingeführt wurden:
- Wirtschaftspakete und
- Wirtschaftspäckchen.

Die Rücksendung ist nunmehr für alle Sendungsarten – auch für Paketsendungen – gebührenfrei.

Einschreibnummernstempel

Ab September 1967 wurden in 108 Berlin, me, 102 Berlin, mb, 102 Berlin ZAW, me und in 1002 Berlin PSchA, md, neue Nummernstempel für Einschreibsendungen erprobt. Bei ausgesuchten Postämtern wurden 1968 Selbstbedienungseinrichtungen für die Einlieferung von Einschreibsendungen eingerichtet. Die auf transparentem Papier gedruckten Einschreibzettel entsprachen weitgehend den normalen R-Zetteln, jedoch mit dem Vermerk Gebühr bezahlt. Bis zum 15. April 1968 wurden solche Einrichtungen in 1017 Berlin, 1035 Berlin-Lichtenberg 5, 1057 Berlin, 1066 Berlin, 1080 Berlin, 1092 Berlin, 1102 Berlin-Pankow 2, 15 Potsdam 8, 25 Rostock 1, 65 Gera 1, 701 Leipzig, 75 Cottbus 1, 8023 Dresden, 8025 Dresden, 8122 Radebeul 1 und 89 Görlitz 3 in Betrieb genommen. Noch im gleichen Jahr wurde bei den Postämtern 1092 Berlin 92 und 1137 Berlin-Friedrichsfelde 2 ein technologischer Versuch Teilselbstbedienung beim Einliefern von Paketsendungen durchgeführt. Wertpaketsendungen und Paketsendungen nach dem Ausland waren von diesem Versuch ausgenommen.
Erstmals in der Praxis wurde im Rahmen der Niederschlagung des Prager Frühlings durch die Armeen des Warschauer Pakts in der CSSR 1968 der Feldpostverkehr aufgenommen. Gemäß der Anordnung Nr. 19/68 des Stellvertreters des Ministers und Chef des Hauptstabes der NVA wurde im Bereich der Deutschen Post mobil gemacht. Reservisten aus den Amtsbereichen Plauen und Bautzen der Deutschen Post wurden einberufen und Postabholpunkte als militärische Bereiche eingerichtet. In der Nachrichtenzentrale des Stabes der 11. Motorisierten Schützendivision (MSD) wurde eine Feldpostzentrale entfaltet. Brief- und Telegrammpost erreichte die Angehörigen der 11. MSD mit der Postanschrift Militärpostamt 11.
Seit dem 1. Januar 1971 war die Deutsche Demokratische Republik Mitglied im Weltpostverein und dessen Nebenabkommen. Zwischen der Bundesrepublik Deutschland und der DDR kam es 1976 zu einem ersten Abkommen über den Post- und Fernmeldeverkehr.
Die im Gesetzblatt-Sonderdruck Nr. 717 veröffentlichte Anordnung zum Schutze der Dienstgeheimnisse trat am 1. März 1972 in Kraft. Der Geltungsbereich umfasste staatliche und wirtschaftsleitende Organe, deren nachgeordnete Dienststellen, volkseigene Kombinate sowie Betriebe, Institute und Einrichtungen aller Eigentumsformen (ausgenommen solche von gesellschaftlichen Organisationen), sozialistische Genossenschaften und Personen, die durch ihre gesellschaftliche Tätigkeit oder anderweitig Kenntnis von Dienstgeheimnissen erhielten bzw. Umgang mit diesen hatten. Für die Inanspruchnahme des Zentralen Kurier Dienstes galten neue Festlegungen.
Am 3. Januar 1972 erschien die Anordnung über das Verbot des Handels mit Sammlerbriefmarken, Münzen, sonstige Geldzeichen, Medaillen, Orden, Ehrenzeichen und Dokumenten sowie philatelistischer und numismatischer Fachliteratur faschistischen, antidemokratischen oder antihumanistischen Charakters. Gleichzeitig trat die Anordnung vom 4. August 1958 über das Verbot des Handels mit Briefmarken antidemokratischen Inhalts außer Kraft. Der VEB Philatelie Wermsdorf durfte jedoch Postwertzeichen aus der Zeit von 1933 bis 1945 verkaufen, da er Sonderregelungen für die Ausfuhr unterstand.
Am 20. März 1976 wurde das Abkommen über Post- und Fernmeldewesen zwischen der DDR und der Bundesrepublik Deutschland unterzeichnet. Ab dem 1. Juli 1976 galten im Internationalen Postverkehr mit der Bundesrepublik Deutschland und Berlin (West) neue Bestimmungen. Päckchen waren bis zum Höchstgewicht von 2 kg zugelassen. Der Höchstbetrag der Wertangabe auf Wertbriefen und Wertpaketen war auf 10.000 Mark der DDR bzw. Deutsche Mark der Bundesrepublik Deutschland begrenzt. Der Wert war auf den in der DDR eingelieferten Wertsendungen in Mark der DDR anzugeben. Für in der DDR eingelieferte Geschenksendungen waren entsprechend den zollrechtlichen Bestimmungen der DDR der Versand und somit die Wertangabe bis 100,– Mark zulässig (eine Umrechnung in Goldfranken entfiel). Im Postverkehr mit der Bundesrepublik Deutschland und mit Berlin (West) war die Abtretung von Ersatzansprüchen ausgeschlossen.
Auf der Forschungsbasis der Akademie der Wissenschaften der DDR in der Antarktis kam ab dem 1. Mai 1988 ein Tagesstempel mit der Inschrift ANTARKTISSTATION/DDR/Georg Forster mit dem Porträtbild Georg Forsters zum Einsatz.

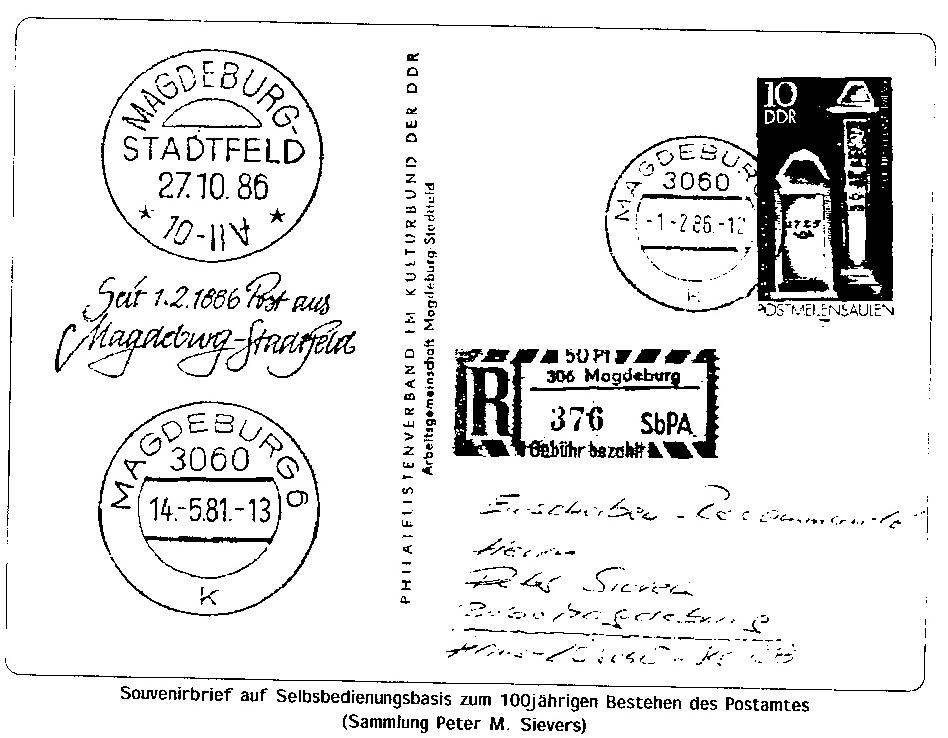
Einschreiben-Karte, gelaufen am 1. Februar 1986, mit SbPA-Einschreibnummernzettel „3010 Magdeburg 1“

Anlässlich der nationalen Briefmarkenausstellung der DDR gab es einen Sonder-Einschreibnummernzettel – Selbstbedienung – „3010 Magdeburg 1 / DDR 89“.
Entsprechend dem Beschluss des Ministerrates der DDR vom 13. Juni 1990 wurden mit Wirkung vom 1. Juli 1990 die Gebühren und Leistungen des nationalen und internationalen Post- und Fernmeldeverkehrs neu festgelegt.
Diese Gebühren galten für den Postverkehr innerhalb der DDR (Bereich Deutsche Post) und zum Teil nach der Bundesrepublik Deutschland und Berlin (Bereich der Deutschen Bundespost).
Alle bis zum 30. Juni 1990 ausgegebenen Briefmarken verloren am 2. Oktober 1990, einem Tag vor der Wiedervereinigung, ihre Gültigkeit.
Ein Umtausch gegen neue Postwertzeichen in DM-Währung war offiziell nicht zulässig.
Vom 2. Juli bis 2. Oktober 1990 wurden noch 22 Briefmarken ausgegeben, jetzt in der Währungsbezeichnung Deutsche Mark, darunter war eine neue Dauermarkenserie. Diese Marken waren auch bis zum 31. Dezember 1991 in der Bundesrepublik und Berlin (West) gültig.
Mit Wirkung vom 1. Juli 1990 wurde Datapost Inland eingeführt. Damit entfiel der Zentrale Kurierdienst. Die bereits seit dem 1. April 1990 in der Bundesrepublik Deutschland probeweise für 3 Jahre eingeführte Medienpostkarte für die Teilnahme an Wettbewerben, Gewinnspielen und Umfragen wurde auch ab 1. Juli 1990 bei allen Poststellen der DDR ausgelegt und den Kunden kostenlos angeboten. Sie war entsprechend der Postkartengebühr freizumachen.

### Wiedervereinigung
Mit der Währungs-, Wirtschafts- und Sozialunion am 1. Juli 1990 gab die Deutsche Post neue Briefmarken in der Währung Deutsche Mark aus. Die Bezeichnung DDR wurde auf den Briefmarken durch Deutsche Post ersetzt.
Im Rahmen der gesamtdeutschen Postdienstleistungen bildete das Gebiet der DDR als späteres Beitrittsgebiet ab 1. Juli 1990 das Verkehrsgebiet Ost (VGO), das bis zum 30. Juni 1991 existierte und für das besondere Posttarife galten.
Zum 3. Oktober 1990 wurde im Zuge der Deutschen Wiedervereinigung gemäß Artikel 27 des Einigungsvertrages die Deutsche Post mit der Deutschen Bundespost verschmolzen. Im Beitrittsgebiet wurden anstelle von Oberpostdirektionen im Bereich Post verschiedene Direktionen Postdienst, bei der Postbank die Zentralstelle Postbank und die Niederlassungen Postbank und im Bereich Fernmeldedienst die Direktionen Telekom eingerichtet.

## Die Deutsche Post als Teil des Überwachungsstaates DDR
Die Nichteinhaltung des Briefgeheimnisses war in der DDR formal in § 135 StGB (DDR) unter Strafe gestellt. Dennoch erfolgte eine systematische Kontrolle aller Postsendungen aus oder in den Westen durch die Abteilung M des Ministeriums für Staatssicherheit (MfS). Diese arbeitete mit der Deutschen Post zusammen. Innerhalb der Post firmierte die Postkontrolle unter der Tarnbezeichnung »Abteilung 12« bzw. »Dienststelle 12«.
Die Postkontrolle des MfS begann 1950 mit drei Referaten und einigen Dutzend Mitarbeitern und wurde kontinuierlich ausgebaut. Am Ende verfügte der Bereich 1989 über zehn Abteilungen mit knapp 2.200 Mitarbeitern. Die Bedeutung, die die SED der Briefkontrolle beimaß, zeigte sich daran, dass der Leiter des Bereichs, Rudi Strobel, ein Generalmajor war und seit 1982 einem Verantwortungsbereich unterstand, der von Erich Mielke selbst geleitet wurde.
Vergleichbares galt für den Fernmeldebereich. Auch die Nichteinhaltung des Fernmeldegeheimnisses war in der DDR formal in
§ 202 StGB (DDR) unter Strafe gestellt. Dennoch erfolgte eine systematische Kontrolle aller Telefongespräche aus oder in den Westen sowie vieler Gespräche innerhalb der DDR durch die Abteilung 26 des MfS. Diese arbeitete mit der Deutschen Post zusammen.
Die Telefonüberwachung des MfS begann 1950. Die Hauptabteilung S (Technische Sicherheit) bestand am Anfang aus zwei Einheiten mit weniger als 20 Mitarbeitern. Mitte der 1980er Jahre waren ca. 1000 Mitarbeiter beschäftigt. 1986 wurden 2.030.130 Gespräche abgehört.